# Arnaud Poitevin
 (octobre 2018).
Si vous disposez d'ouvrages ou d'articles de référence ou si vous connaissez des sites web de qualité traitant du thème abordé ici, merci de compléter l'article en donnant les références utiles à sa vérifiabilité et en les liant à la section « Notes et références ».
Arnaud Poitevin, né le 26 janvier 1974 à Tours, est un illustrateur et un dessinateur français de bandes dessinées. 

## Biographie
Élève de l'école de publicité de Tours, puis des Gobelins à Paris, Arnaud Poitevin se consacre en premier lieu au dessin de presse et à l'illustration pour enfants. Il publie de nombreux dessins dans les magazines J'aime lire et Spirou. Il sort un premier album en 2005, Orge l'ogre, sur un scénario de Yeb, puis, en compagnie du scénariste Régis Hautière, il se lance dans une série sur l'épopée de la croisière jaune, dont le premier tome Un nouveau départ, est publié au début de l'année 2010. 
En 2016 sort le premier tome d'une nouvelle BD, Les Spectaculaires, avec Régis Hautière au scénario. Le sixième tome paraît en 2023.
En 2024 est publié un préquel de la série Les Spectaculaires, intitulée Les Pestaculaires avec le tome 1 L'Âge tendre. Pour Télérama : « Régis Hautière et Arnaud Poitevin donnent ici un préquel à leur série Les Spectaculaires, qui met en scène une troupe d’artistes de cirque justiciers. On découvre donc ici comment ces futurs héros se sont rencontrés [...] Par un scénario simple mais d’une redoutable efficacité, et un dessin vif et caricatural juste ce qu’il faut, Les Pestaculaires s’affirment en quelques pages comme une comédie enfantine pétillante, dans le beau décor d’un Paris historique ».

## Œuvres
- 2005 : Orge l'ogre, Yeb (scénario), Arnaud Poitevin (dessin), Panini Comics, 29 p.  (ISBN 2-84538-400-9)
- 2010 : Le Marin, l'Actrice et la Croisière jaune - t. 1 : Un nouveau départ, Régis Hautière (scénario), Arnaud Poitevin (dessin), Christophe Bouchard (couleur), Quadrants, 48 p.  (ISBN 978-2-302-00979-0)
- 2011 : Le Marin, l'Actrice et la Croisière jaune - t. 2 : Chemins de pierre, Régis Hautière (scénario), Arnaud Poitevin (dessin), Christophe Bouchard (couleur), Quadrants, 48 p.  (ISBN 978-2-30201-628-6)
- 2013 : Le Marin, l'Actrice et la Croisière jaune - t. 3 : Mauvaises rencontres, Régis Hautière (scénario), Arnaud Poitevin (dessin), Quadrants, 48 p.
- 2014 : Egoscopic 6 (collectif) éditions FGH
- 2015 : Egoscopic 7 (collectif) éditions FGH  (ISBN 978-2-36698-024-0)
- Série Une aventure des Spectaculaires, Régis Hautière (scénario), Arnaud Poitevin (dessin), Christophe Bouchard (couleur), Rue de Sèvres

1. Le Cabaret des ombres, 2016  (ISBN 978-2-36981-353-8)
2. La Divine amante, 2017, 64 p.  (ISBN 978-2-3698-1183-1)
3. Les Spectaculaires prennent l'eau, 2018, 64 p.  (ISBN 978-2-36981900-4)
4. Les Spectaculaires dépassent les bornes, 2020
5. Les Spectaculaires contre les brigades du pitre, 2021
6. Les Spectaculaires font leur cirque chez Jules Verne, 2023

- Série Les Pestaculaires : la jeunesse des Spectaculaires,  scénario de Régis Hautière, dessins Arnaud Poitevin, et colorisé par Christophe Bouchard, Rue de Sèvres

1. Âge tendre, 2024